# حزام ناسف

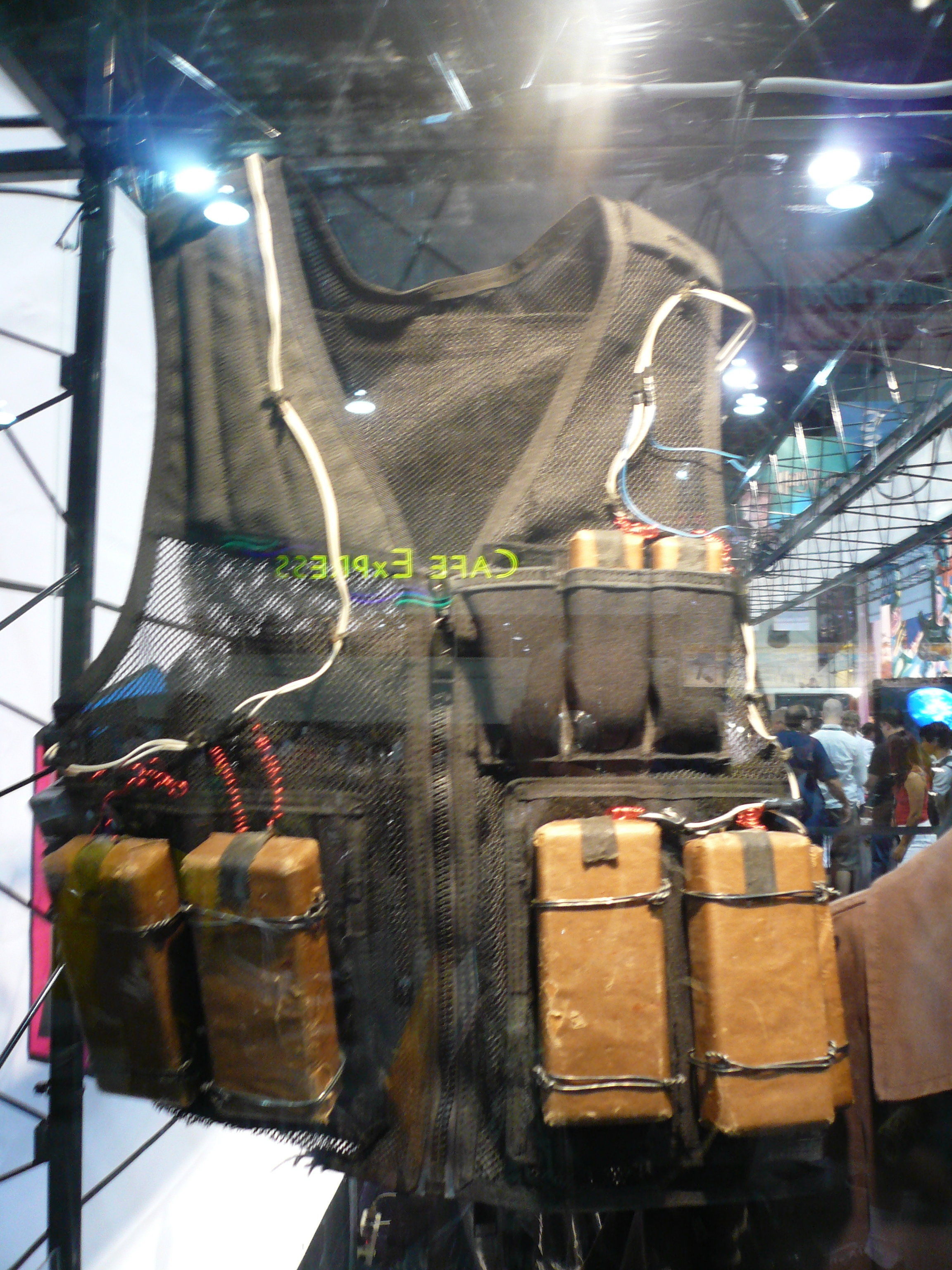
سترة انتحارية

حزام ناسف (وتسمى أيضا سترة انتحارية) هو سترة متفجرة محشوة بالمتفجرات وتحمل معها صاعق ويرتديها الانتحاريين.الاحزمة الناسفة تكون بالغالب مليئة بكور حديدية صغيرة أو مسامير أو غيرها من الاشياء التي ممكن استخدامها كالشظايا لزيادة عدد القتلي في الانفجار.

## التاريخ

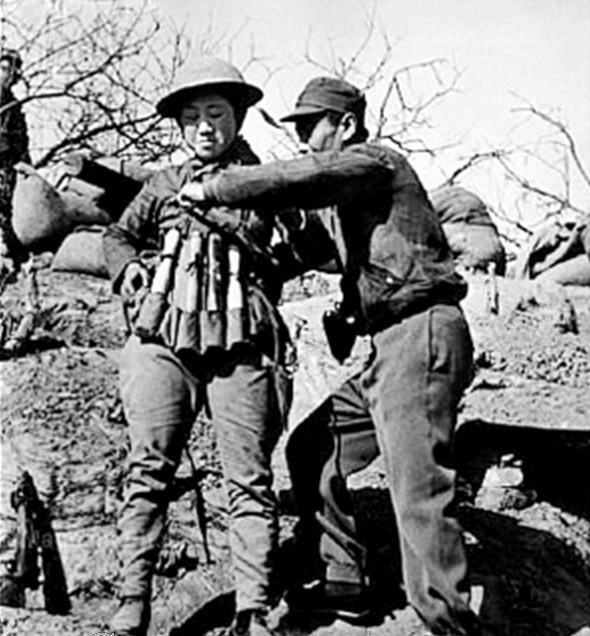
انتحاري صيني يرتدي سترة ناسفة مصنوعة من قنابل يدوية طراز 24 لاستخدامها في هجوم على الدبابات اليابانية في معركة تايرزوانغ عام 1938م.

استخدم الصينيون السترات ناسفة خلال الحرب الصينية اليابانية الثانية عام 1937م. فجر جندي صيني سترة قنبلة يدوية وقتل 20 يابانيًا في مستودع سيهانج. ووضعت القوات الصينية متفجرات مثل عبوات القنابل اليدوية أو الديناميت على أجسادهم كإنتحاريين وألقوا أنفسهم تحت الدبابات اليابانية لتفجيرها. تم استخدام هذا التكتيك خلال معركة شنغهاي، حيث أوقف مفجر انتحاري صيني عمود دبابة يابانية بتفجير نفسه تحت الدبابة الرئيسية،  وفي معركة تايرزوانغ، حيث هرعت القوات الصينية نحو الدبابات اليابانية وفجروا مع الديناميت والقنابل اليدوية.  خلال حادثة واحدة في تايرزوانغ، دمر الانتحاريون الصينيون أربع دبابات يابانية بحزم قنابل يدوية.
إن استخدام الهجمات الانتحارية لإلحاق الضرر بالعدو يسبق الحرب العالمية الثانية، حيث تم استخدام وحدات كاميكازي (هجمات جوية انتحارية) وكايتن («طوربيدات حية») لمهاجمة قوات الحلفاء. كان الجنود اليابانيون يضحون بأنفسهم بشكل روتيني من خلال مهاجمة دبابات الحلفاء أثناء حملهم للألغام المضادة للدبابات وعبوات التدمير المغناطيسية والقنابل اليدوية وغيرها من الأجهزة المتفجرة.

## الوصف

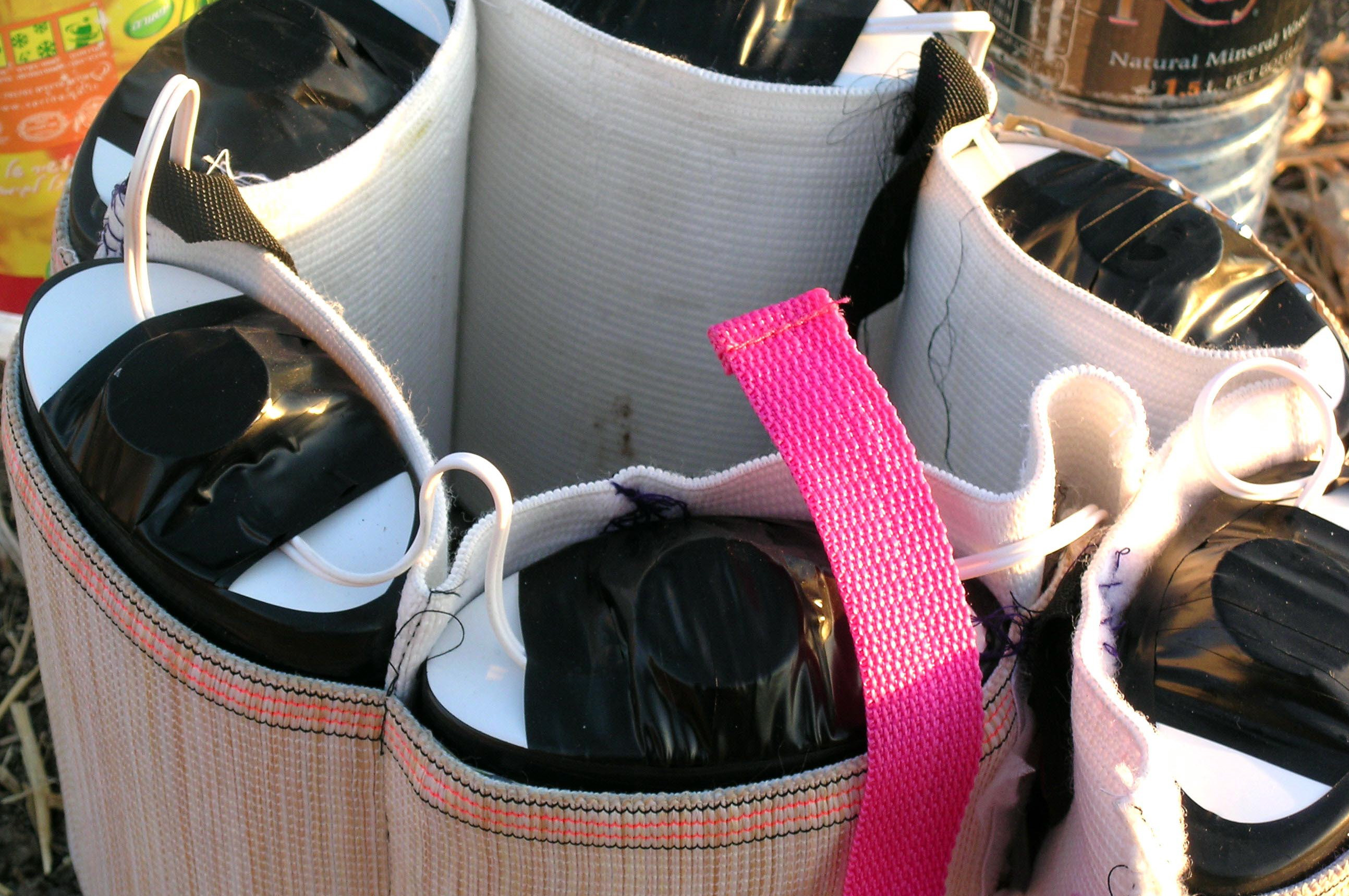
حزام ناسف وزنه 8-10 كيلوغرامات أستولي عليه الجيش الإسرائيلي من 2 فلسطينيين حاولوا القيام بتفجير إنتحاري في إسرائيل.

يتكون الحزام الناسف عادة من عدة اسطوانات مملوءة بالمتفجرات (قنابل أنبوبية فعلية)، أو في نسخ أكثر تطوراً مع ألواح متفجرة. المتفجرة محاطة بغلاف شظايا ينتج عنه شظايا مسؤولة عن معظم القنبلة المميتة، مما يجعل الغلاف فعليًا منجم كلايمور الخام الذي يرتديه الجسم. بمجرد تفجير السترة، يشبه الانفجار انفجار بندقية متعددة الاتجاهات. الشظايا الأكثر خطورة والأكثر استخدامًا هي الكرات الفولاذية بقطر 3-7 مم (1 8 - 9 32 بوصة  ). يمكن أن تكون مواد الشظايا الأخرى ذات حجم وصلابة مناسبين، وغالبًا ما تكون المسامير والبراغي والصواميل والأسلاك السميكة. الشظايا مسؤولة عن حوالي 90٪ من جميع الإصابات الناجمة عن هذا النوع من الأجهزة.
قد تزن السترة «المحملة» بين 5 و 20 كجم (10 و 45 رطلاً) وقد تكون مخفية تحت الملابس السميكة، وعادةً ما تكون السترات أو المعاطف الثلجية.
قد تغطي سترة الانتحار المعدة بالكامل وعادةً ما يكون بها أحزمة كتف.
إجراء أمني شائع ضد المفجرين الانتحاريين المشتبه بهم هو إبعاد المشتبه به مسافة 15 مترًا (50 قدمًا) على الأقل من الأشخاص الآخرين، ثم مطالبتهم بخلع ملابسهم العلوية. في حين أن هذا الإجراء غير مثير للجدل نسبيًا بالنسبة للذكور، إلا أنه قد يسبب مشكلة عند التعامل مع الإناث المشتبه في كونهن انتحاريات. قد يحجم أفراد الأمن الذكور عن تفتيش الإناث أو تجريدهن من الملابس، ويمكن اتهامهن بالتحرش الجنسي بعد القيام بذلك.  بدلاً من ذلك، يمكن استخدام كاشف الأشعة تحت الحمراء. هناك تأكيدات على أن استخدام ماسح الموجة المليمترية سيكون قابلاً للتطبيق لهذه المهمة، لكن هذا المفهوم محل خلاف.
يمكن أن يوفر اكتشاف الرفات وكذلك الأحزمة أو السترات التي لم تنفجر بالمصادفة أدلة جنائية للتحقيق بعد الهجوم.

## تحقيق الطب الشرعي
الانتحاريون الذين يرتدون السترات غالباً ما يتم القضاء عليهم بفعل الانفجار. أفضل دليل على هويتهم هو الرأس، والذي غالبًا ما يبقى على قيد الحياة لأنه يفصله ويطرحه بعيدًا عن الجسم بسبب الانفجار. توقع الصحفي جوبي واريك أن: «القيود المشددة للسترة ووضع الأكياس المتفجرة من شأنه أن يوجه طاقة الانفجار إلى الخارج، نحو أي شخص يقف أمامه مباشرة. بعض هذه الموجة من الطاقة سوف تتدحرج حتمًا إلى الأعلى، مما يؤدي إلى تمزيق جسد المفجر. في أضعف نقطة لها، بين عظام العنق والفك السفلي. وهي تفسر الظاهرة الغريبة المتمثلة في قطع رؤوس المفجرين الانتحاريين في لحظة التفجير ثم العثور عليها لاحقًا في حالة حفظ مثالية على بعد عدة أمتار من الجذع الممزق. بقايا.»